# Dying Fetus
Dying Fetus é uma banda norte-americana de brutal death metal formada em 1991.  O Dying Fetus é reconhecido mundialmente como um exemplo de perfeccionismo nas composições, combinando uma mistura de virtuosidade técnica com estruturas de riffs pegajosos, estabelecendo assim, uma nova fronteira no death metal, hardcore e grindcore.

## História
Formado em 1991, durante a explosão do death metal pelo mundo, a banda emergiu para o massivo underground mundial. 
Em 1995, a banda lançou, promoveu e distribuiu seu primeiro álbum de forma independente, o “Infatuation With Malevolence”. Para divulgar o álbum, a banda excursiona pelo leste dos Estados Unidos. Esta tour incluiu a performance numa convenção sobre música em Nova York, onde o Dying Fetus representou o gênero death metal.
No ano seguinte, lançam o seu segundo álbum, “Purification Through Violence” simultaneamente nos E.U.A e Europa. Imediatamente, a banda embarca em sua primeira grande turnê pela América do Norte com o Kataklysm e o Monstrosity, alcançando 25 datas. Além de expandir seus horizontes, esta turnê serviu para fixar o nome Dying Fetus na mente de muitos head-bangers.
Em 1998, o terceiro álbum, “Killing On Adrenaline” é lançado mundialmente via Morbid Records e nos Estados Unidos, pelo próprio selo, Blunt Force Records. Para a divulgação, o Dying Fetus novamente cai na estrada numa tour de 9 semanas, 52 datas na América do Norte e sua primeira tour pela Europa, tocando em 12 países. O Dying Fetus se apresentou também em vários festivais, incluindo shows como co-headliner no Morbid Metalfest. Durante esta época, a banda continuou a fazer seu nome por eles mesmos, aparecendo em diversas revistas, participando de compilações e fazendo atividades promocionais em rádios e pela internet.
No ano de 1999, o Dying Fetus relança, pela Blunt Force Records, o fora de catálogo “Infatuation With Violence com faixas bônus. A nova versão contém 3 faixas ao vivo gravadas no ano anterior, na turnê europeia, assim como uma versão demo de outra faixa que não fora inclusa na outra edição.
Em 2000, procurando expandir cada vez mais seus horizontes, o Dying Fetus assina com a Relapse Records e imediatamente cai na estrada para abrir a tour norte-americana do Destruction. A banda também relança o EP “Grotesque Impalement”, uma coletânea de demo-tapes e covers. No mesmo ano, o Dying Fetus lança o seu melhor trabalho, “Destroy the Opposition”. O ataque musical além de ser apontado diretamente para as “corporações mainstream”, o álbum é também uma resposta brutal ao stress diário e as pressões da realidade provendo uma saída natural para a alienação e frustração criadas na sociedade. O álbum “Destroy the Opposition” foi um sucesso imediato e a banda faz a sua maior tour, com 16 meses de duração.
Em 2003, depois de quase 3 anos, o Dying Fetus retornou com seu mais novo CD, “Stop At Nothing”. Neste trabalho o Dying Fetus continua na oposição direta ao que é considerável “normal” no esmagador conformismo da sociedade. Conservando o ataque duplo de vocais, grooves arrebatadores que se transformaram na sua marca registrada, o “Stop At Nothing” é mais selvageria em forma de música. Com intensidade e poder musical, o Dying Fetus é um dos líderes da nova geração da música extrema.
Sete anos depois Dying Fetus retorna com um novo álbum, também produzido pela Relapse Records. Batizado de Reign Supreme, contendo nove faixas e uma bônus "Dead Whores Love to Fuck". Foram lançado três clipes "Second Skin", "From Womb To Waste" e um clipe lírico "Subjected To A Beating".
No início de 2017 o Dying Fetus disponibilizou na internet o download gratuito de uma nova música, intitulada" Induce Terror", já tocada em algumas de suas performances ao vivo em 2016.
Em abril, a banda e a Relapse Records  anunciaram via mídia social o lançamento de seu novo álbum, chamado Wrong One to Fuck With, que sairá em 24 de junho de 2017.

## Integrantes
Formação atual
- John Gallagher - guitarra e vocais (1991-atualmente), bateria (1991–1993)
- Sean Beasley  - baixo e vocais (2001-atualmente)
- Trey Williams  - bateria (2007-atualmente)

Antigos membros
- Nick Speleos - guitarra e vocais (1991–1994)
- Jason Netherton - baixo e vocais (1991–2001)
- Rob Belton - bateria (1994–1996)
- Brian Latta - guitarra (1994–1998)
- Eric Sayenga - bateria (1996–1997 ao vivo, 2001–2005)
- Kevin Talley - bateria (1997–2001)
- John "Sparky" Voyles - guitarra (1999–2001)
- Vince Matthews - vocal (2001–2005)
- Mike Kimball - guitarra (2002–2008)
- Duane Timlin - bateria (2006–2007)

## Discografia
Álbuns
- Purification Through Violence (1996) Pulverizer Records
- Killing on Adrenaline (1998) Morbid Records
- Destroy the Opposition (2000) Relapse Records
- Stop at Nothing (2003) Relapse Records
- War of Attrition (2007) Relapse Records
- Descend into Depravity (2009) Relapse Records
- Reign Supreme (2012) Relapse Records
- Wrong One to Fuck With (2017) Relapse Records
- Make Them Beg for Death (2023) Relapse Records

Compilações
- Infatuation with Malevolence (1995) Wild Rags

Compactos
- Grotesque Impalement (2000) Blunt Force
- Split 7" with Deep Red (2001) Relapse Singles Series
- History Repeats... (2011) (Covers EP) Relapse
- "Induce Terror" (2017) Relapse Records

Demos
- Bathe in Entrails (1993)
- Infatuation with Malevolence (1994)